# الضبخان الكبير في 1952

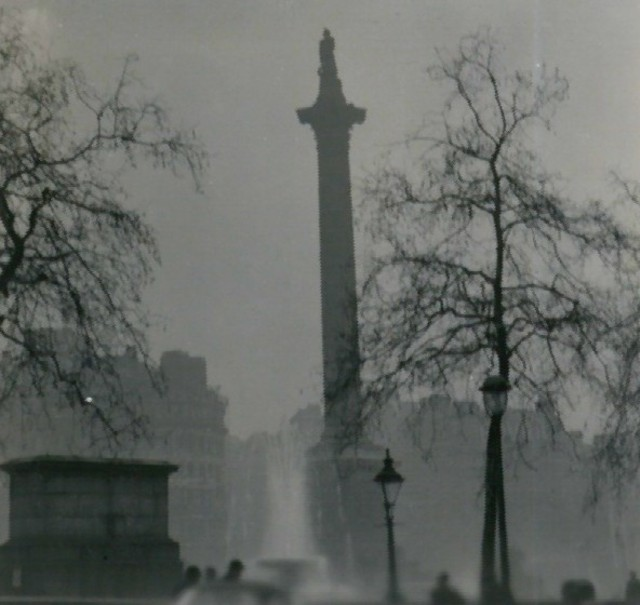
عمود نيلسون خلال فترة الضبخان الكبير في 1952

الضبخان الكبير في 1952 (بالإنجليزية: Great Smog of 1952)‏ يطلق عليه أيضا «الدخان الكبير» Big Smoke هو ضبخان (ضباب + دخان) أصاب لندن، المملكة المتحدة في الفترة بين 5 ديسمبر 1952 حتى 9 ديسمبر 1952.
تسببت أو ساهمت هذه الكارثة في وفاة الآلاف من سكان مدينة لندن. وشكلت حافزا هاما للحركة البيئية المعاصرة. معظم الوفيات التي نتجت عن ضبخان لندن كانت بسبب الأضرار التي تسبب بها في الجهاز التنفسي من الهيبوكسيا (انخفاض معدل الأكسجين في الدم) وصولا إلى المشاكل الأخرى كالقيح والتهاب القصبات الحاد.
في أوائل ديسمبر 1952 هب على لندن ضباب بارد قام بسببه اللندنيون بحرق المزيد من الفحم لغرض التدفئة بشكل أكثر من المعتاد. ونتيجة لتلوث الهواء تشكل «التعاكس الجوي» من كتلة كبيرة من الهواء البارد، كما أن تركز الملوثات وملوثات الفحم بشكل خاص تزايد بشكل دراماتيكي، وماجعل المشكلة أسوأ هو استخدام الفحم المنخفض الجودة والذي يحوي نسبة عالية من الكبريت للتدفئة المنزلية في لندن، بسبب تصدير الفحم العالي الجودة إلى الخارج بسبب الأوضاع الاقتصادية للبلاد في فترة ما بعد الحرب .
كان الضباب أو الضبخان سميكا للغاية للدرجة التي كانت فيها القيادة في غاية الصعوبة أو مستحيلة. كما دخل الضبخان من الأبواب بسهولة، وتم إلغاء كافة الحفلات وعروض السينما بسبب عدم تمكن الجمهور من مشاهدة الممثلين على المسرح أو شاشة العرض.
وبما أن لندن عرفت بالضباب فلم يكن هناك ذعر كبير بين السكان، في الأسابيع اللاحقة بينت الخدمات الطبية والإحصاءات المجمعة أن الضباب تسبب في مقتل 4000 شخص، معظمهم كان اما صغيرا للغاية أو كبيرا في السن، أو كان يعاني من مشاكل تنفسية. عم وقتها شعور بالارتياح كون الملكة ماري أرملة جورج الخامس والتي كانت تعاني من مشاكل في التنفس لم تكن بقصر باكنغهام في ذلك الحين. توفي 8000 شخص في الأيام والأسابيع التي تلت الحدث.
أدى هذا الحدث المروع إلى إعادة التفكير في تلوث الهواء. كما برهنت الكارثة على مدى خطورتها على البشر في جميع أنحاء العالم.
وضعت إجراءات جديدة تمنع استخدام الوقود القذر في الصناعة وتحظر الدخان الأسود، تضمنت الإجراءات «قانون الهواء النظيف» الذي سنه البرلمان البريطاني في 1956.

## وصلات خارجية
- ضباب لندن
- الضبخان الكبير في 1952
- أيام الظلام السام BBC News
- ارتفاع حصيلة الضبخان التاريخي BBC, 2002-12-02.
- وصف الضبخان (بالإنجليزية)